# Juan Manuel Miñarro López
Juan Manuel Miñarro López (Sevilla, 29 de enero de 1954) es un escultor e imaginero español discípulo de Francisco Buiza. 

## Biografía
Se licenció en Bellas Artes en el año 1984 y en 1987 alcanzó el grado de doctor con una tesis titulada: Estudio de anatomía artística para la iconografía del Crucificado en la Escultura, presentando el Stmo. Cristo de la Paz de Rochelambert (Sevilla) como modelo.  Desde 1988 es profesor de la Escuela de Bellas Artes de Sevilla,  siendo nombrado posteriormente catedrático en la especialidad de escultura. Es un estudioso de la Sabana Santa, y utiliza los resultados de sus investigaciones para mejorar el realismo de las representaciones escultóricas de Jesús de Nazareth, como en el Cristo de la Universidad de la Hermandad Universitaria de Córdoba, terminado en el año 2010.
Su obra es principalmente de temática religiosa e incluye numerosas imágenes de Jesucristo y la Virgen María destinadas a Hermandades de Semana Santa de diferentes lugares de Andalucía y el resto de España. Una de sus últimas obras es un monumento de grandes dimensiones dedicado al Papa Juan Pablo II que se encuentra ubicado aledaño a la Catedral de Sevilla.

## Obras principales en orden cronológico

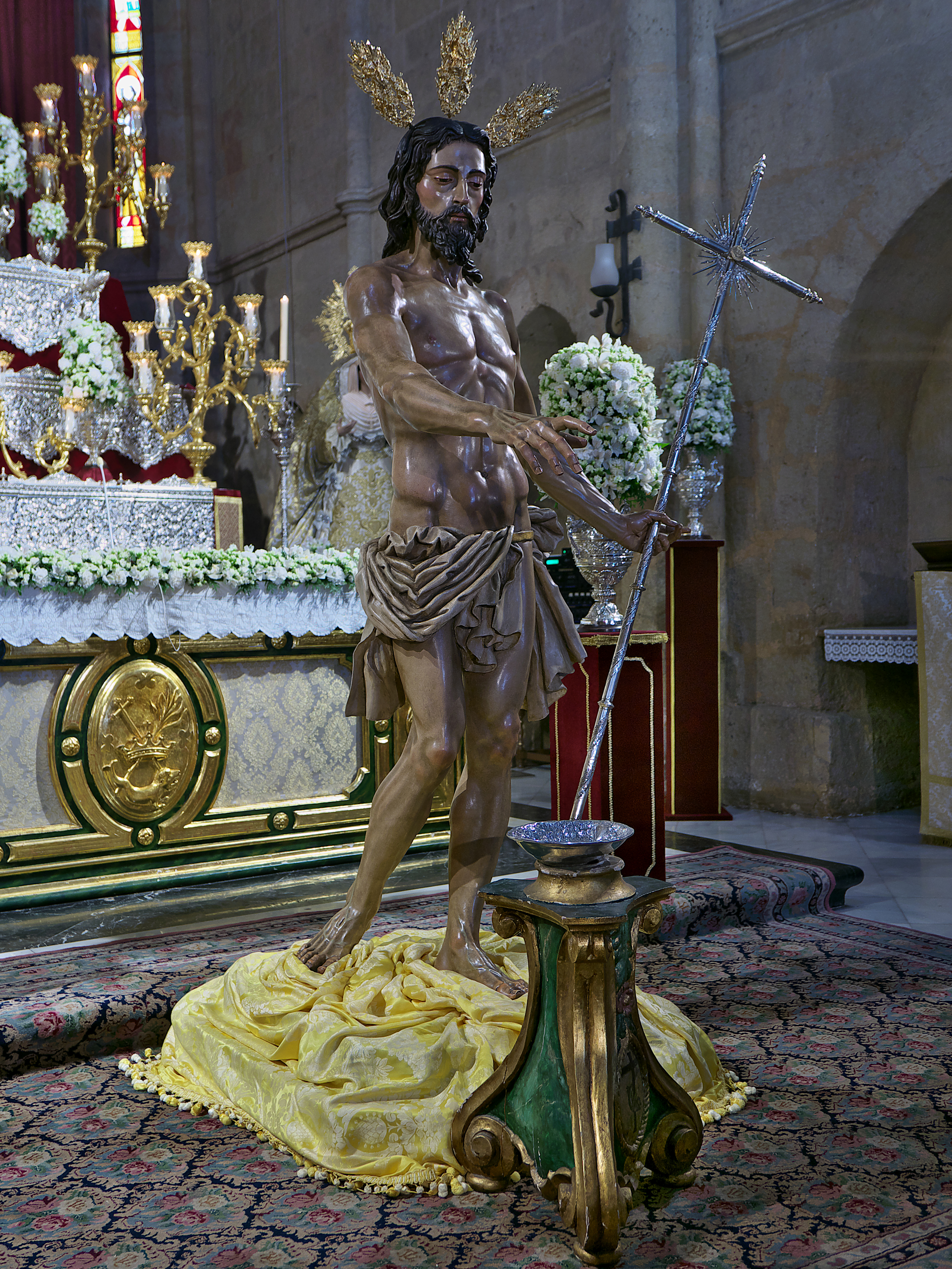
Nuestro Señor Resucitado (1988), Iglesia de Santa Marina (Córdoba).

- Virgen de la Caridad de la Hermandad de la Salud (Rota, provincia de Cádiz), 1984.
- Stmo. Cristo de la Paz, Parroquia San Luis y San Fernando, Rochelambert (Sevilla), 1985.
- Nuestra Señora del Dolor y la Esperanza. Hermandad de Nueva Andalucía (Marbella), 1987.
- Nuestro Padre Jesús Cautivo, Los Boliches (Fuengirola), 1987.
- Señor de las Penas de Cabra (Córdoba), 1987.
- Santísimo Cristo de la Redención (Málaga), para la Archicofradía de los Dolores de San Juan. 1987.
- Nuestro Padre Jesús Cautivo (Los Palacios y Villafranca), 1988.
- Figuras de los apóstoles durmientes (San Pedro, Santiago y San Juan) para el misterio de la Oración en el Huerto de la ciudad de Cabra (Córdoba), año 1988.
- Virgen de los Dolores de la Hermandad de Jesús Nazareno (Olvera, provincia de Cádiz), 1989.
- Jesús de la Puente del Cedrón de la Hermandad de la Paloma (Málaga), 1989.
- Nuestro Padre Jesús en su Entrada Triunfal en Jerusalén de la Hermandad de la Borriquita (Lebrija), 1989
- Santísimo Cristo del Buen Fin en su Traslado al Sepulcro. (Hermandad del Sagrado Descendimiento, Ceuta). 1991.
- Santísimo Cristo del Amor. (Cofradía Cristo del Amor, Marbella). 1991
- Cristo del Amor que forma parte del grupo escultórico de la Sagrada Entrada de Jesús en Jerusalén, Iglesia del Carmen, Aracena (Huelva), 1991.[4]
- María Santísima de la Concepción. (Hermandad del Sagrado Descendimiento, Ceuta). 1994.
- María Santísima de la Candelaria. Hermandad de la Borriquita. Iglesia del Carmen. Aracena. 1994.
- Nuestra Señora del Rosario en sus Misterios Dolorosos, Cofradía de la Santa Cruz de Puente Genil (Córdoba), 1995
- Santo Cristo Yacente de la Hermandad del Santo Entierro (Dos Hermanas (Sevilla)), 1995.
- Conjunto escultórico de la Entrada Triunfal en Jerusalén (San Fernando (Cádiz)), 1994-1996
- Virgen de la Concepción, Hermandad de la Misericordia de Huelva 1996.
- María Santísima Inmaculada, Madre de la Iglesia de la Hermandad de los Estudiantes (Madrid), 1996
- Monumento a José Solís Ruiz, parque Alcántara Romero (Cabra), 1998.[5]
- Cristo Crucificado, situado en la Iglesia de la Merced Calasparra (Murcia), 1999.
- Santísimo Cristo de la Caridad en su Traslado al Sepulcro (Almería, 1999)
- Nuestra Señora de la Oliva, Hermandad de la Borriquita (Alcalá de Guadaíra, Sevilla, 2001)
- Centurión romano y sayón para el paso de Nuestro Padre Jesús Amarrado a la Columna de la localidad de Lucena (Córdoba), 2003.[6]
- Jesús de la Humildad portando la cruz perteneciente a la Hermandad de El Cerro (Sevilla), 2004.
- Nuestro Padre Jesús del Soberano Poder, Hermandad del Soberano Poder (Alcalá de Guadaíra, Sevilla, 2005)
- San Blas para la parroquia de Santa María de la Asunción de Aracena (Huelva), 2007.
- Cristo del Soberano Poder tallado para la Hermandad de las Lágrimas de Guadix (Granada), año 2009.[7]
- Cristo de la Universidad de la Hermandad Universitaria (Córdoba), 2010.
- Imagen de Nuestro Padre Jesús del Amor en su Prendimiento, de la joven Hermandad del Amor de Écija, 2011.
- Monumento a Juan Pablo II de Sevilla, 2012.
- María santísima de la Caridad, hermandad del soberano poder, Alcalá de Guadaíra (2013).
- Cristo de la Expiración en el Misterio de la Séptima Palabra para la Cofradía de las Siete Palabras y de San Juan Evangelista de Zaragoza, 2014.
- Cristo yacente para la parroquia Purísima Concepción (Fuente Palmera, Córdoba), 2015.
- Nuestro Padre Jesús Cautivo, Gilena (Sevilla), 2015.
- Cristo de la Fundación, para la Fundación Aguilar y Eslava de Cabra en Córdoba, 2018, Fundación Aguilar y Eslava
- Consolación de María, para la Cofradía de Nuestra Señora de las Angustias y Soledad (León), 2018

## Otras obras
- Cristo yacente de Almogía (Málaga)
- Cristo del Calvario (Málaga)
- Virgen del Buen Aire, ubicada en el Seminario de Sevilla.
- Virgen de la Soledad de Lepe (Huelva)
- Restauración del Señor de Pasión (Huelva)
- Ntro. Señor Resucitado de la Parroquia de Santa Marina de Aguas Santas de Córdoba
- Cristo crucificado de la Parroquia de Nazaret (Lebrija, provincia de Sevilla)
- Restauración de Ntra. Sra. de los Dolores y el Stmo. Cristo de la Caridad en 1985 (Rota, provincia de Cádiz)
- Misterio de la Vuelta del Sepulcro (8 imágenes) de la Cofradía de la Soledad de Almería.
- Restauración de María Santísima de la Esperanza en 2014 (Cuenca)
- Restauración María Santísima de la Paz (Priego de Córdoba)